# Saccosporidae
Saccosporidae là một họ động vật thân nhớt. Đây là họ duy nhất thuộc lớp Malacosporea, và chỉ chứa 3 loài, trái ngược với một lớp khác trong cùng phân ngành là Myxosporea chứa tới hàng nghìn loài.

## Phân loại
- Chi Buddenbrockia Schröder, 1910
  - Buddenbrockia allmani Canning, Curry, Hill & Okamura, 2007
  - Buddenbrockia plumatellae Schröder, 1910
- Chi Tetracapsuloides Canning, Tops, Curry, Wood & Okamura, 2002
  - Tetracapsuloides bryosalmonae (Canning, Curry, Feist, Longshaw & Okamura, 1999)